# Mermerus beccari
Mermerus beccari is een hooiwagen uit de familie Assamiidae.